# Xã Joyfield, Michigan
Xã Joyfield (tiếng Anh: Joyfield Township) là một xã thuộc quận Benzie, tiểu bang Michigan, Hoa Kỳ. Năm 2010, dân số của xã này là 799 người.